# 福塔莱萨-杜斯瓦卢斯
福塔莱萨-杜斯瓦卢斯是巴西南大河州的一个市镇。总面积650.324平方公里，总人口4597人，人口密度7.1人/平方公里。